# Heribert Gauly
Heribert Heinrich Gauly (* 19. Oktober 1928 in Worms; † 2. Dezember 1995 in Mainz) war ein deutscher römisch-katholischer Theologe und emeritierter Professor für Pastoraltheologie.

## Leben
Heribert Gauly wuchs in Worms auf; ein Bruder war der Kommunalpolitiker Kurt Gauly. Er studierte von 1948 bis 1954 in Mainz und war 1955 Kaplan in Planig und Mainz-Weisenau. Ab 1955 war er Seelsorger am Marienhaus Neustadt und an der Ernst-Ludwig-Heilstätte in Sandbach. Am 1. Mai 1960 wurde er Assistent und Repetitor am Priesterseminar Mainz. Nach der Promotion am 21. Januar 1961 an der Johannes-Gutenberg-Universität Mainz mit der Dissertationsschrift: (Das einfache Auge. Die Lehre des P. Jeremias Drexel SJ. über die »recta intentio«) bekam er am 8. Dezember 1961 einen Lehrauftrag für Pastoralpsychologie und -soziologie am Priesterseminar Mainz. 1967 und 1968 erhielt er Vorlesungen in Pastoraltheologie in Vertretung von Weihbischof Josef Maria Reuß am Priesterseminar Mainz. Nach der Habilitation am 18. Dezember 1969 an der Julius-Maximilians-Universität Würzburg mit der Habilitationsschrift »Wissen um Schuld. Die Bedeutung der nachtridentinischen Lehre über die subjektiven Bedingungen der Todsünde für die Pastoraltheologie« wurde er 1970 Privatdozent in Würzburg und Mitarbeiter im Bischöflichen Ordinariat Mainz für Struktur und Seelsorgeplanung. Am 1. November 1972 wurde er auf die Professur für Pastoraltheologie am neu errichteten Lehrstuhl für Allgemeine Pastoraltheologie, Pastoralpsychologie und Pastoralsoziologie der Johannes-Gutenberg-Universität Mainz berufen. 1976/1977 war er Dekan des Fachbereichs Katholische Theologie. Seine Emeritierung erfolgte 1986. Er war Autor mehrerer Publikationen.

„Zu deutschlandweiter Bekanntheit gelangte Gauly als Sprecher der ARD Sendung Wort zum Sonntag.“

## Ehrungen
- 1985: Geistlicher Rat
- Komtur des Ritterorden vom Heiligen Grab zu Jerusalem[1]